# Prințesa Thyra a Danemarcei
Prințesa Thyra a Danemarcei (29 septembrie 1853 – 26 februarie 1933) a fost fiica cea mică a regelui Christian al IX-lea al Danemarcei și a reginei Louise von Hessen-Kassel. În 1878 s-a căsătorit cu Ernest Augustus, moștenitorul exilat al regatului de Hanovra. Cum regatul de Hanovra fusese anexat Prusiei în 1866, ea și-a petrecut cea mai mare parte a vieții în exil cu soțul ei în Austria.
Thyra a fost sora regelui Frederic al VIII-lea al Danemarcei, a reginei Alexandra a Regatului Unit, a regelui George I al Greciei și a împărătesei Maria Feodorovna a Rusiei.

## Familie

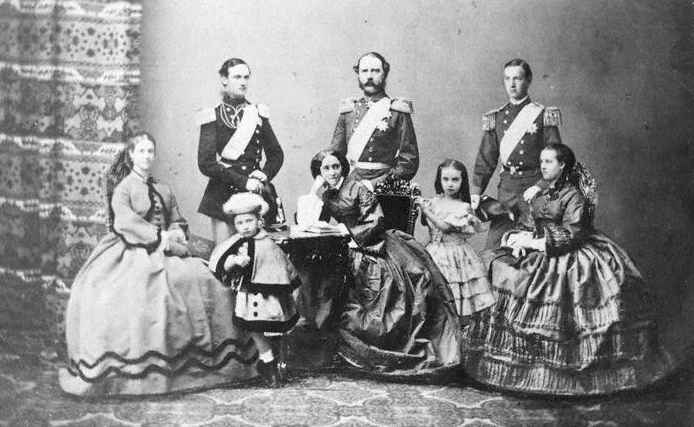
Christian al IX-lea al Danemarcei cu soția sa și cei șase copii ai lor în 1862. De la stânga la dreapta: Dagmar, Frederic, Valdemar, Christian IX, regina Louise, Thyra, George și Alexandra.

Prințesa Thyra s-a născut la 29 septembrie 1853 la Palatul Galben din Copenhaga ca a treia fiică și al cincilea copil al Prințului Christian și a Prințesei Louise a Danemarcei. Familia ei era relativ obscură până când tatăl ei, Prințul Christian de Schleswig-Holstein-Sonderburg-Glücksburg, a fost ales de consiliul marilor puteri să-i succeadă vărului său îndepărtat fără copii, regele Frederic al VII-lea, la tronul danez. La doar două luni după nașterea Thyrei, Actul de Succesiune a trecut și Prințul Christian a primit titlul de Prinț al Danemarcei.
În 1863, când Thyra avea 10 ani, regele Frederic al VII-lea a murit și tatăl ei i-a succedat la tronul Danemarcei ca regele Christian al IX-lea. Mai devreme, în același an, fratele ei Vilhelm a fost ales rege al Greciei iar sora ei Alexandra s-a căsătorit cu Eduard, Prinț de Wales. În 1866, cealaltă soră Dagmar s-a căsătorit cu țareviciul Rusiei, Alexandru. 
Thyra a fost o tânără femeie atractivă, cu părul închis la culoare și cu ochi albaștri. Mama ei, regina Louise, dorea și pentru cea mai mică fiică o partidă bună așa cum făcuseră fiicele mai mari. Primul pețitor al Thyrei a fost regele Willem al III-lea al Olandei însă acesta era cu 36 de ani mai în vârstă decât ea, așa că a fost refuzat. Mai târziu, el s-a căsătorit cu Emma de Waldeck și Pyrmont. Fiica lor a fost Wilhelmina a Olandei iar descendenții ei stau pe tronul Olandei.

## Căsătorie

Ducesa de Cumberland cu fiica ei, Prințesa Olga.

La 21 decembrie/22 decembrie 1878, la Copenhaga, Thyra s-a căsătorit cu Ernest Augustus, Prinț Moștenitor de Hanovra. Ernest Augustus era copilul cel mare și singurul fiu al regelui George al V-lea de Hanovra și al soției lui, Prințesa Marie de Saxa-Altenburg.
Înainte de căsătorie, Thyra fusese îndrăgostită de Vilhelm Frimann Marcher, locotenent de cavalerie, iubire din care a rezultat o sarcină.  Fratele ei, George I al Greciei, a sugerat ca pentru evitarea scandalului, nașterea să aibă loc la Atena. Presa daneză a scris că era bolnavă de icter. A născut o fată, Maria, la 8 noiembrie 1871 care a fost adoptată de Rasmus și Anne Marie Jørgensen din Odense la scurt timp după naștere și au rebotezat-o Kate; Kate s-a căsătorit în 1902 cu Frode Pløyen-Holstein și a murit în 1964. Marcher s-a sinucis la 4 ianuarie 1872 după o confruntare cu regele.